# Mga
Mga (em russo:  Мга) é um assentamento urbano no distrito de Kirovski, no Oblast de Leningrado, na Rússia. Em 2010, sua população era 10.212.
O nome é quase certamente derivado do rio Mga, de nome idêntico, às margens do qual se encontra o assentamento. Esse nome, por sua vez, é provavelmente de origem fino-úgrica. A sugestão de que esse nome provém das iniciais de uma proprietária de terras local do século XIX, Maria Grigorievna Apraksin, é extremamente improvável.

## História
O assentamento foi fundado no início do século 20, servirdo por uma estação ferroviária. Era uma parte do Uiezd de São Petersburgo, na província de São Petersburgo. A província de São Petersburgo foi renomeada três vezes ao longo do século XX, para a província de Petrogrado, para a província de Leningrado, e posteriormente para província de São Petersburgo.
Durante a Segunda Guerra Mundial, Mga tornou-se um elemento estratégico da linha de transporte suprimentos dos soviéticos, e sua captura pelos alemães, em 30 de agosto de 1941, cortou a última conexão ferroviária entre Leningrado e o restante do país. Mais tarde, Mga foi um dos pontos em que o exército soviético quebrou o cerco a Leningrado. Sua região, composta principalmente por florestas, foi palco de brutais combates durante os anos da guerra, e foi um ponto de resistência ao bloqueio e ocupação alemães. Como resultado, capacetes, balas, partes de armas e munições pesadas e outros equipamentos militares usados pelas forças do Eixo e da União Soviética durante a guerra são encontrados em quantidades consideráveis nas florestas da região. Recentemente, os habitantes encontraram freqüentemente bombas armadas e granadas dos anos de guerra.

## Economia

### Atividades
A economia de Mga é dependente das empresas que servem a ferrovia local.

### Transporte

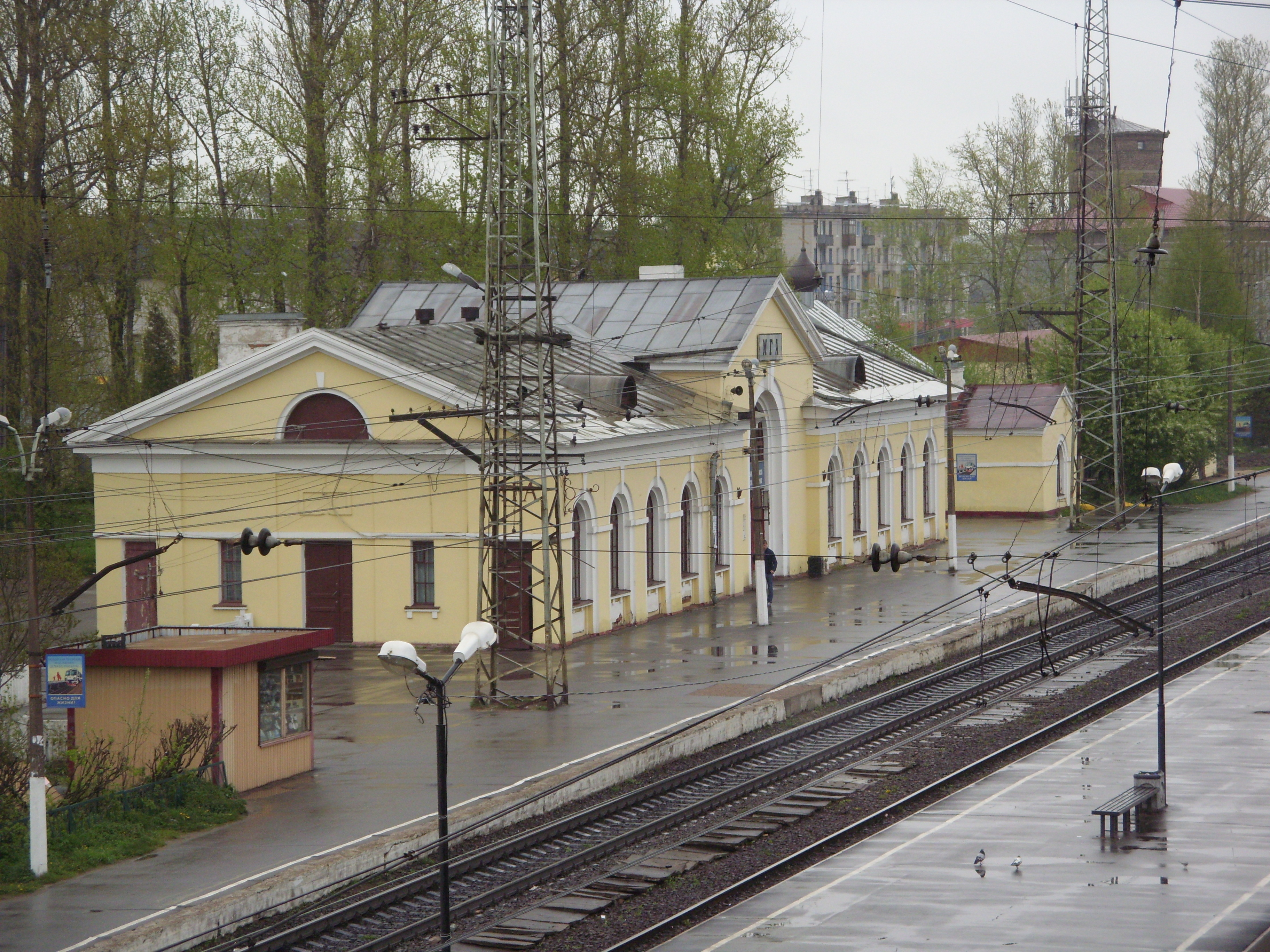
A estação de trem de Mga

Mga é um centro ferroviário importante. Há um serviço de trem de São  Petersburgo que passa por Mga, partindo das estações de trem Moskovski e Ladojski na direção leste. Esse trem também serve muitos outros assentamentos nesta região, e é usado pelos residentes de São Petersburgo que viajam para suas dachas durante as estações mais quentes. Outras ferrovias conectam Mga com Bolkhov, Kirishi, Ulianovka e Kirovsk.
A rodovia A120, que circunda São Petersburgo, passa por Mga e fornece acesso à rodovia M18, que liga São Petersburgo a Murmansk, e à rodovia M10, que conecta São Petersburgo e Moscou. Estradas locais também conectam Mga com Tosno, Liuban e Pavlovo.

## Cultura e recreação
Mga possui dois monumentos classificados como património cultural e histórico de importância local. Ambos os monumentos marcam eventos da Segunda Guerra Mundial.